# 高梁碧
高梁 碧（たかはし あお、1979年8月8日 - ）は、日本の女性声優。埼玉県出身。ステイラック所属。
夫は声優の立花慎之介。旧芸名および本名は高橋 裕子（たかはし ひろこ）。

## 経歴
青二塾出身。以前は青二プロダクション、アクセント、ケンユウオフィスに所属していた。2018年9月25日自身のブログにて、第1子となる女児を出産したことを報告した。

## 人物
趣味は和装、着付け、ヨガ、糸かけ曼荼羅。

## 出演
太字はメインキャラクター。

### テレビアニメ
1999年
- 週刊ストーリーランド
- BLUE GENDER（遊牧民、地上人）

2000年
- ヴァンドレッド（レジA）

2001年
- ココロ図書館（カージーズエンジェル）
- ONE PIECE（女性）

2004年
- 北へ。〜Diamond Dust Drops〜（白石果鈴）

2007年
- がくえんゆーとぴあ まなびストレート!（バスのアナウンス）
- ZOMBIE-LOAN（生徒A、女子A、他）
- 爆丸バトルブローラーズ（風見栞、城治の母）
- ぼくらの（チズ / 本田千鶴）
- みなみけ（2007年 - 2013年、リコ、レポーター） - 4シリーズ

2008年
- ゴルゴ13（ダンスショーの美女、女性キャスター）
- 西洋骨董洋菓子店〜アンティーク〜（主婦3）
- ソウルイーター（女子C）
- 鉄腕バーディー DECODE（女性アナ）
- とある魔術の禁書目録（研究員）
- とらドラ!（女子B）
- のだめカンタービレ シリーズ（2008年 - 2010年、カトリーヌ、キャスター、マダム1） - 2シリーズ
- ひだまりスケッチ×365（家庭科の先生）
- xxxHOLiC◆継（妻）
- 薬師寺涼子の怪奇事件簿（女性キャスター、女性）

2009年
- 明日のよいち!（女子生徒C）
- アスラクライン2（鳳鳥氷羽子、姫笹、姫笹・妹）
- 銀魂（遊女A）
- クプ〜!!まめゴマ!（さくら、コボン）
- 黒執事（マチルダ・シモンズ、子供B）
- 鉄腕バーディー DECODE:02（コールリー先生）
- バスカッシュ!（街の女）
- まりあ†ほりっく（2009年 - 2011年、親衛隊2 / 親衛隊B、女生徒C、寮生B） - 2シリーズ
- メタルファイト ベイブレード（タカシ、少年）

2010年
- 裏切りは僕の名前を知っている（女デュラス、愁生：子供、人形D）
- さらい屋 五葉（お絹、遊女）
- ジュエルペット てぃんくる☆（ジュエリーナ、名倉麻衣）
- 聖痕のクェイサー（2010年 - 2011年、ウィルマ） - 2シリーズ
- セキレイ〜Pure Engagement〜（多姫）
- 毎日かあさん（かんなママ）

2011年
- 青の祓魔師（2011年 - 2024年、朴朔子） - 3シリーズ
- レベルE（サキ）

2012年
- GON -ゴン-（ピーヘン、ムー、母シマウマ）
- 夏目友人帳 肆（ヨウコ）
- ヨルムンガンド（マギー〈マルグリット・メスナー〉） - 2シリーズ

2013年
- キングダム（摎）
- デート・ア・ライブ（2013年 - 2024年、日下部燎子） - 5シリーズ

2014年
- 健全ロボ ダイミダラー（嘉数智恵子）

2018年
- Fate/EXTRA Last Encore（少女警官）

2019年
- ヴィンランド・サガ（2019年 - 2023年、ヘルガ） - 2シリーズ

### OVA
2001年
- ヴァンドレッド 胎動篇（機関クルー）

2007年
- ARIA The OVA 〜ARIETTA〜（夢の中の新人）

2010年
- Halo Legends Prototype（女性兵士）
- 聖痕のクェイサー 〜女帝の肖像〜（るるの母）

2012年
- みなみけ おまたせ（リコ）

2013年
- みなみけ 夏やすみ（リコ）

### ゲーム
1999年
- 純情で可憐 メイマイ騎士団 スペクトラルフォース聖少女外伝（アニータ）

2000年
- マリオネットカンパニー2

2002年
- メモリアルソング（白石優梨菜）

2003年
- 兎-野性の闘牌-山城麻雀編（新庄香那）
- 王子さまLV1.5 王子様のたまご（シェリル・アーヴィン）
- 北へ。〜Diamond Dust〜（白石果鈴）
- キャッスルヴァニア 〜暁月の円舞曲〜（白馬弥那、ヨーコ・ヴェルナンデス）
- 夏夢夜話（テゥ、コッペリア）

2004年
- 北へ。Diamond Dust + Kiss is Beginning.（白石果鈴）

2005年
- 悪魔城ドラキュラ 蒼月の十字架（白馬弥那、ヨーコ・ヴェルナンデス）
- 兎-野性の闘牌- ONLINE（新庄香那）

2008年
- ARIA The ORIGINATION 〜蒼い惑星のエルシエロ〜

2009年
- Clear 新しい風の吹く丘で（汀桜子）
- リトルアンカー（ソフィア・クリストワ）

2010年
- 悪魔城ドラキュラ ハーモニー オブ ディスペアー（ヨーコ・ヴェルナンデス）

2011年
- 乙女はお姉さまに恋してるPortable 2人のエルダー（妃宮千早）

2012年
- ガールズRPG シンデレライフ（美麗）
- コール オブ デューティ ブラックオプス2

2013年
- 神咒神威神楽 曙之光（爾子）
- デート・ア・ライブ 凜祢ユートピア（日下部燎子）
- 恋愛0キロメートル Portable（木ノ本希桜）

2014年
- デート・ア・ライブ 或守インストール（日下部燎子）

2015年
- デート・ア・ライブ Twin Edition 凜緒リンカーネイション（日下部燎子）

2016年
- クイズRPG 魔法使いと黒猫のウィズ（ラヒルメ）
- グランドサマナーズ（スキュラ）
- 幻獣姫（ロゴス）
- スターオーシャン5 -Integrity and Faithlessness-
- 刻のイシュタリア（蛇神姫アンドロマリウス、守護者アーキス、敬虔なる暗刃シャドラク）

2017年
- ヴィーナスランブル（セト）
- モン娘☆は〜れむ（ルーフェ）
- 幻獣契約クリプトラクト（テレーゼ）

2019年
- ラングリッサー モバイル（イメルダ・ソフィア・ジェシカ）
- LOST:SMILE memories + promises（真咲由希子）

### ドラマCD
- Weiß kreuz Wish A Dream Collection IV FIRST MISSION（少女）
- ヴァンパイア騎士（女子生徒）
- 裏切りは僕の名前を知っている 2
- ギルティギアX　ドラマCD　Vol. 1・2（ハーディー）
- さらい屋 五葉 ドラマCD（お絹）
- 神父と悪魔 〜カープト・レーギスの吸血鬼〜（イヴェンヌ）
- 低俗霊DAYDREAM（同級生A）
- 伝心 まもって守護月天!（美代子、女子生徒）
- BiNETSUシリーズ「愛してる」（和志［子供時代］）
- BiNETSUシリーズ「17才の密やかな欲情」（女子生徒）
- ミッシング・ロード 〜世界を越えて君を呼ぶ〜（ルル・カスティール）
- みなみけ おかえり（リコ）
- ラヴァーズ・レッスン（女子）
- ルボー・サウンドコレクション ドラマCD（ニャン太）

### 吹き替え

#### 映画
- アルマゲドン2007
- インファナル・シティ/女捜査官サンドラ
- ウェア WER（ケイト・ムーア〈A・J・クック〉）
- 運命の元カレ（ケイティ〈ケイト・シムゼス〉）
- エクトプラズム 怨霊の棲む家（メアリー〈ソフィー・ナイト〉）
- 俺たちチアリーダー!（ビアンカ〈ダニール・ハリス〉）
- カリフォルニア・トレジャー
- グラバーズ（リサ・ノーラン〈ルース・ブラッドリー〉）
- コードネーム: プリンス（アンジェラ〈ジェシカ・ロウンズ〉）
- パーフェクト・クリーチャー（ステフ）
- ビッグママ・ハウス3（イザベル〈エミリー・リオス〉）
- HIT&RUN（アニー・ビーン〈クリスティン・ベル〉）
- ブルース&ロイドのボクらもゲットスマート（ニーナ〈ジェイマ・メイズ〉）
- レモネード・マウス（モー〈ナオミ・スコット〉）

#### ドラマ
- エデンの東（クク・ヨンナン〈イ・ヨニ〉）
- カイルXY
- グッド・ワイフ 彼女の評決
- 宮〜love in palace〜（キム・スニョン〈イ・ウン〉）
- ゴシップガール シーズン2（アマンダ・ラシャー〈ローラ・リー〉）
- ゴースト 〜天国からのささやき シーズン3 #9（ベッカ・ケーヒル〈マッケンジー・ヴェガ〉）
- CSI:8 科学捜査班 #9,#10（キャンディ / ジョアンナ〈レベッカ・ブディグ〉）
- CSI:マイアミ5 #2（アンジェラ・ダウニー〈コリー・イングリッシュ〉）
- CSI:ニューヨーク2 #16（ジェニー・ロドリゲス〈ダニエラ・アロンソ〉）
- CSI:ニューヨーク3 #1（キャシディ・ダニエルズ）
- Dr.HOUSE シーズン3（ハンナ・モーガンソー〈ミカ・ブーレム〉）
- ロック、ストック&フォー・ストールン・フーヴズ（タニア〈リサ・ロジャース〉）

#### アニメ
- トロールズ☆（アメジスト）
- フィニアスとファーブ（ヴァネッサ）
- ベン10（チャームキャスター）
- ルビー・グルーム（マレーズ）

### ナレーション
- 汐留スタイル!（日本テレビ）
- 筋肉番付超V.I.P. テライユキのダンシングクイーン（フジテレビ）
- P.P.P (TBS)
- 松本紳助（日本テレビ）

### ボイスオーバー
- 愛の勝ち組×恋の負け組（フジテレビ）
- ETV特集『現代バレエはどこへ行った』（NHK）
- if もしも（フジテレビ）
- ウッチャきナンチャき（TBS）
- ウンナンのホントコ!（TBS）
- 奇跡体験!アンビリバボー（フジテレビ）
- 報道首都（NHK）
- 世界の怖い夜!（TBS）
- 未来への教室『ミーシャ・マイスキー』（NHK）

### 音楽CD
- みなみけ きゃらくたーそんぐべすとあるばむ（リコ、2009年7月23日）

### ラジオ
- 極楽とんぼの吠え魂（「今夜はエッチな夜だから」のコーナー）
- タネワレラヂヲ イグナイテッド（SEED Club内のオリジナルWebラジオ番組）
- デート・ア・ラジオ（第25・26・45回、ゲスト）
- みなみけのみなきけおさらい（第9・10回、ゲスト）

### ラジオドラマ
- 外道女王（プリンセス・ガーネット）

### 舞台
- 8人の女（石塚運昇リーディングカンパニー、第4回公演）
- 朗読劇 真誠組公演「紅い玉」（2012年9月28日 / 高円寺 club ROOTS!）

### その他コンテンツ
- 国立科学博物館 ワイン展 〜ぶどうから生まれた奇跡〜「神の雫」（紫野原みやび）
- SEED120%（フレッツ・スクウェア内のフレッツオリジナル番組、ナビゲーター・タカハシ）
- スピンオフをご存知ですか?（JAXA制作・多摩六都科学館内番組）

### シリーズ一覧
1. ↑  第1期（2007年）、第2期『〜おかわり〜 』（2008年）、第3期『おかえり』（2009年）、第4期『ただいま』（2013年）
2. ↑  第2期『巴里編』（2008年）、第3期『フィナーレ』（2010年）
3. ↑  第1期（2009年）、第2期『あらいぶ』（2011年）
4. ↑  第1期（2010年）、第2期『II』（2011年）
5. ↑  第1期（2011年）、第3期『島根啓明結社篇』（2024年）、第4期『雪ノ果篇』（2024年）
6. ↑  第1期（2012年）、第2期『PERFECT ORDER』（2012年）
7. ↑  第1期（2013年）、第2期『II』（2014年）、第3期『III』（2019年）、第4期『IV』（2022年）、第5期『V』（2024年）
8. ↑  SEASON 1（2019年）、SEASON 2（2023年）